# Vickers Armstrong Modelo XIX (canhão)

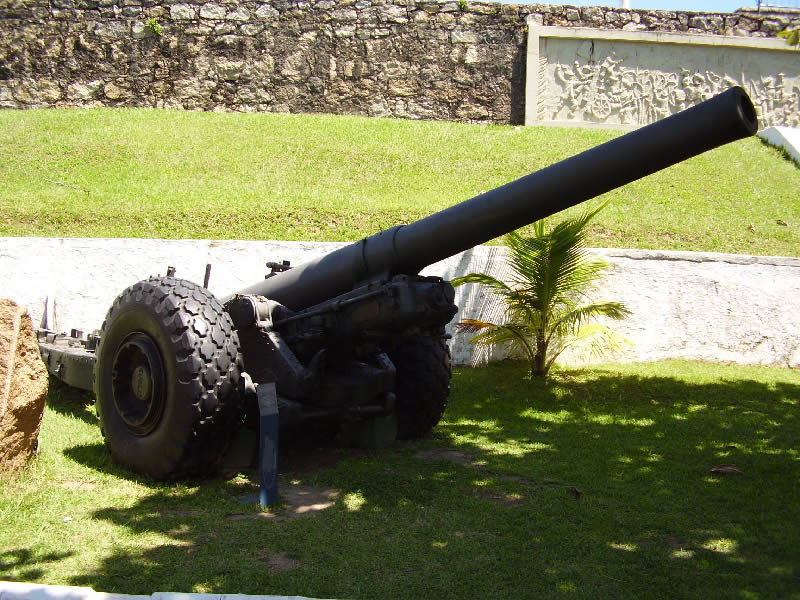
Canhão de Costa Vickers Armstrong Modelo XIX 1914/1917

O Canhão Vickers Armstrong Modelo XIX é um canhão para artilharia de costa calibre 152,4mm. Foi fabricado na Inglaterra pela empresa Vickers Armstrong em 1918. Foi comprado dos EUA pelo Exército Brasileiro em 1940.